# Nils Rieke
Nils Rieke ist ein deutscher Synchronsprecher.

## Karriere
Rieke ist durch die Synchronisationen zahlreicher Figuren bekannt. So lieh er z. B. die Stimme des Kaede Manyuuda aus der Anime-Fernsehserie Kakegurui und Tony Jr. aus der Serie The Good Cop.

## Synchronisation
- 1995–1996: Gundam Wing
- 2009: Prayers for Bobby
- 2007–2017: Naruto
- 2017–2019: Die Supermonster
- 2018: The Good Cop
- 2018–2023: Titans
- 2021: Masters of the Universe – Revelation (Fernsehserie, Stimme)
- 2022: Stranger Things